# 白老ファーム
白老ファーム（しらおいファーム、正式名称：社台コーポレーション白老ファーム、略称：白老F、社台C白老F）とは、北海道白老郡白老町社台にある競走馬の生産牧場（有限会社）である。社台グループに属し、グループ内ではもっとも古い牧場である。白老町はもともと湿地帯であり、そこに大昭和製紙白老工場を設立するため齊藤知一郎が工場用地を人工的につくりその一部である場所を創業者の吉田善哉に譲り現在の白老ファームができる。

## 歴史

### 千葉社台牧場社台分場時代
- 1957年、吉田善哉が北海道白老町に「千葉社台牧場社台分場」を設立。

### 社台ファーム白老時代
- 1962年、「千葉社台牧場社台分場」を「社台ファーム白老」と改称する。
- 1980年、社台ダイナースサラブレッドクラブ（現在の社台サラブレッドクラブ）を設立。
- 1988年、日本ダイナースサラブレッドクラブ（現在のサンデーサラブレッドクラブ）を設立。
- 1993年8月13日、創業者吉田善哉が死去。

### 白老ファーム時代
- 1994年1月、社台ファーム分割により「社台ファーム白老」が「白老ファーム」となる。
- 2001年、ステイゴールドで日本国外GI初制覇。
- 2002年9月、早来ファーム（現：白老ファームYearling）が開場。
- 2004年、生産者の名義を「白老ファーム」から「社台コーポレーション白老ファーム」へ改称。
- 2010年7月、白老ファーム登別分場が開場。
- 2011年、オルフェーヴルでクラシック三冠達成。

## 代表者
吉田照哉（よしだ てるや）
※吉田勝己、吉田晴哉も取締役に名を連ねており三兄弟による共同経営を行っている。

## 本場以外の施設・関連会社
- 社台スタリオンステーション(北海道勇払郡安平町早来源武)
- 社台ホースクリニック(北海道苫小牧市植苗)
- 白老ファームYearling(北海道勇払郡安平町早来富岡)
- 白老ファーム登別分場(北海道登別市中登別町)

## おもな生産馬
括弧内はGI（斜字は統一GI、太字は日本国外GI）の勝ち鞍

### 千葉社台牧場社台支場時代の生産馬
- プリマドンナ（1961年産：1963年阪神3歳ステークス）
  - 1963年最優秀三歳牝馬

### 社台ファーム白老時代の生産馬
- コウユウ（1965年産：1968年桜花賞）
- インターヒカリ（1966年産）
  - 1971年最優秀障害馬
- バローネターフ（1972年産）
  - 1977年〜1979年最優秀障害馬
- ニチドウタロー（1976年産：1980年天皇賞（春））
- ダイナカール（1980年産：1983年優駿牝馬）
  - 1982年最優秀3歳牝馬
  - 1983年最優秀4歳牝馬
- スクラムダイナ（1982年産：1984年朝日杯3歳ステークス）
  - 1984年最優秀3歳牡馬
- ダイナコスモス（1983年産：1986年皐月賞）
- サッカーボーイ（1985年産：1987年阪神3歳ステークス、1988年マイルチャンピオンシップ）
  - 1987年最優秀3歳牡馬
  - 1988年最優秀スプリンター

### 白老ファーム生産馬

#### 1990年代
- ステイゴールド（1994年産：2001年香港ヴァーズ）
  - 2001年特別賞
- タイムパラドックス（1998年産：2004年ジャパンカップダート、2005年川崎記念、帝王賞、JBCクラシック、2006年JBCクラシック）
  - 2005年NAR特別表彰馬

#### 2000年代
- ゼンノロブロイ（2000年産：2004年秋古馬三冠）
  - 2004年最優秀4歳以上牡馬・年度代表馬
- ショウナンパントル（2002年産：2004年阪神ジュベナイルフィリーズ）
  - 2004年最優秀2歳牝馬
- ドリームジャーニー（2004年産：2006年朝日杯フューチュリティステークス、2009年宝塚記念、有馬記念）
  - 2006年最優秀2歳牡馬
  - 2009年最優秀4歳以上牡馬
- リトルアマポーラ（2005年産：2008年エリザベス女王杯）
  - 2008年最優秀3歳牝馬
- オルフェーヴル（2008年産：2011年クラシック三冠、有馬記念、2012年宝塚記念、2013年有馬記念）
  - 2011年最優秀3歳牡馬・年度代表馬
  - 2012年・2013年最優秀4歳以上牡馬
  - 顕彰馬
- サダムパテック（2008年産：2012年マイルチャンピオンシップ）
- ジャスタウェイ（2009年産：2013年天皇賞（秋）、2014年ドバイデューティーフリー、安田記念）
  - 2014年最優秀4歳以上牡馬・ワールドベストレースホース

#### 2010年代
- カラコンティ（2011年産：2013年ジャン・リュック・ラガルデール賞、2014年プール・デッセ・デ・プーラン、ブリーダーズカップ・マイル）
- イスラボニータ（2011年産：2014年皐月賞）
- ショウナンパンドラ（2011年産：2014年秋華賞、2015年ジャパンカップ[1]）
  - 2015年最優秀4歳以上牝馬
- オールブラッシュ（2012年産：2017年川崎記念[2]）
- ジュールポレール（2013年産：2018年ヴィクトリアマイル）
- ルヴァンスレーヴ（2015年産：2017年全日本2歳優駿[3]、2018年ジャパンダートダービー、マイルチャンピオンシップ南部杯、チャンピオンズカップ）
  - 2018年最優秀ダートホース・NARダートグレード競走特別賞
- タイムフライヤー（2015年産：2017年ホープフルステークス）
- ラウダシオン（2017年産：2020年NHKマイルカップ）
- ヴェラアズール（2017年産：2022年ジャパンカップ）[4]

## 繋養馬

### 現在のおもな繁殖牝馬
- フーラブライド
- キャットコイン
- ジュールポレール
- ワンブレスアウェイ
- サトノガーネット
- ショウナンパンドラ
- ソルヴェイグ
- ロックディスタウン
- ウィルパワー（インディチャンプの母、ノーザンファームから移動）
- シルクユニバーサル（セダブリランテスの母）
- アンドラステ
- レクレドール
- ベイトゥベイ（スワーヴアラミスの母、社台ファームから移動）
- ウイングレット（社台ファームから移動）
- カラフルデイズ

### 過去の繋養種牡馬
- ガーサント
- ディクタス
- ニチドウアラシ
- ミッドナイトベット

### 過去のおもな繁殖牝馬
- ダイナフェアリー
- オリエンタルアート（ドリームジャーニー、オルフェーヴルの母）
- ショウナンパントル
- フラワーパーク
- マックスキャンドゥ
- キストゥヘヴン(オリオンファームへ移動)
- ゴールドティアラ
- アルーリングボイス
- リトルアマポーラ
- ヤマカツリリー
- マジックゴディス
- ヴィーヴァヴォドカ(ビッグレッドファームへ移動)